# Stradomka (Raba)
Die Stradomka ist der größte rechte Zufluss der Raba, die wiederum ein rechter Zufluss der Weichsel in Polen ist.

## Geografie

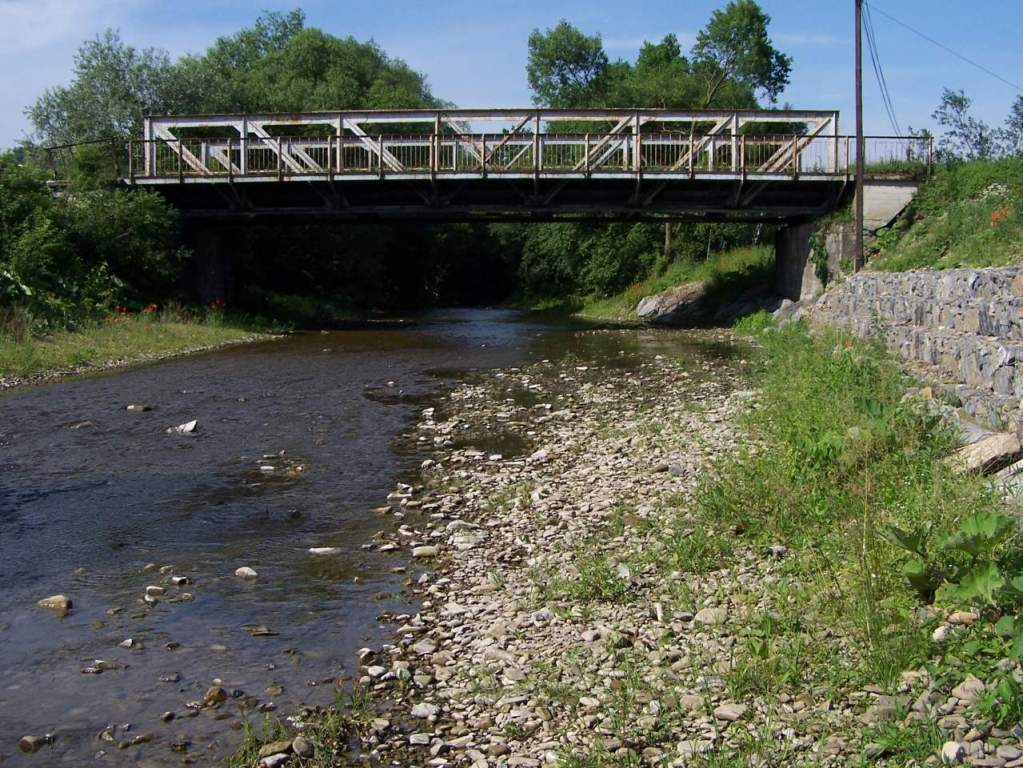
Die Stradomka bei Zegartowice

Die Stradomka entspringt am Nordrand der Beskiden nördlich des 1007 m hohen Bergs Śnieżnica in der Woiwodschaft Kleinpolen. Sie fließt von dort nach Norden am Kloster Szczyrzyc vorbei und weiter in nordöstlicher bis nördlicher Richtung durch das Dorf Łapanów am Rand der Mesoregion Pogórze Wiśnickie entlang bis zu ihrer Mündung in die Raba nördlich des Dorfs Stradomka nach einem Lauf über 40,8 km.
Das Einzugsgebiet der Stradomka wird mit 361,8 km² angegeben.